# Lesum

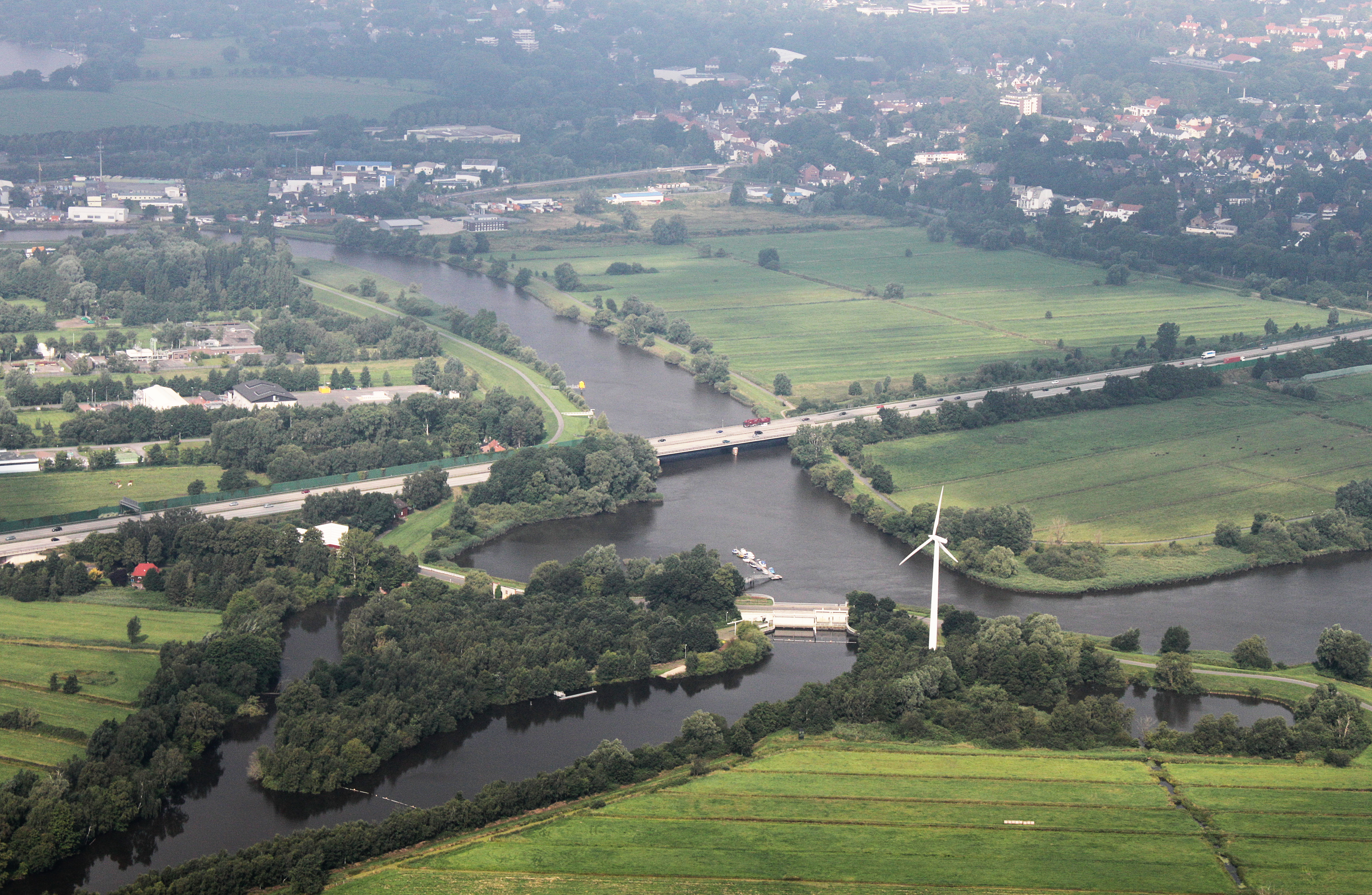
Lesum-Überquerung A 27

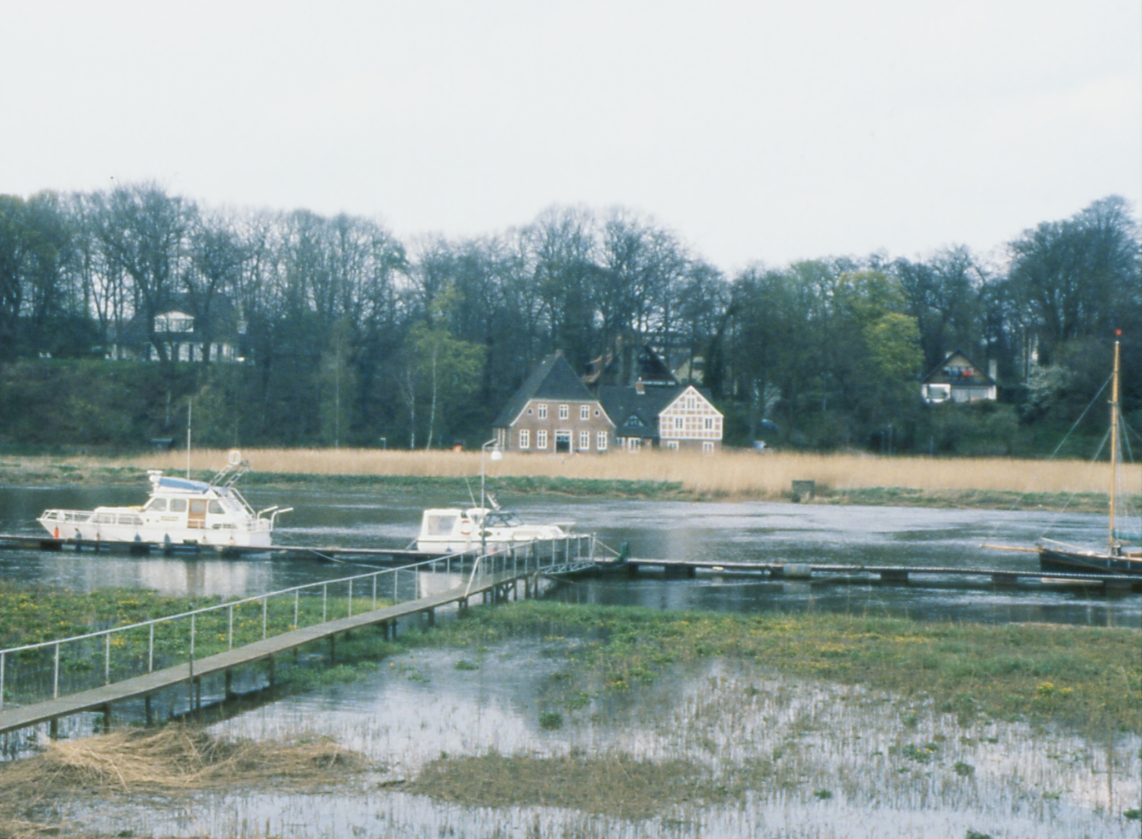
Blick über die Lesum auf das hohe Ufer von Bremen-Nord. Auf dem südlichen Ufer ist das Schilf geerntet worden.

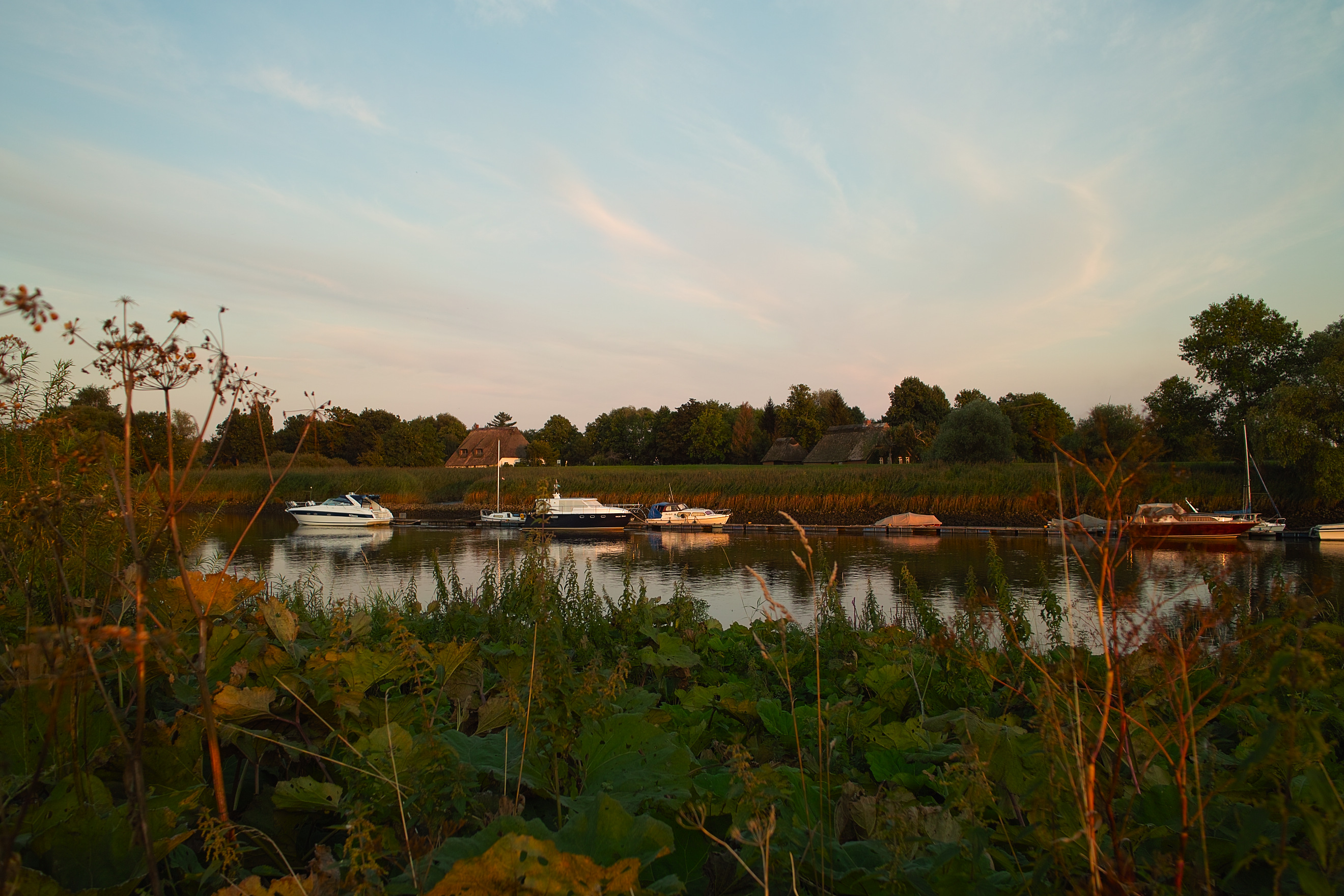
Flusslandschaft der Lesum unterhalb von Knoops Park, 2008

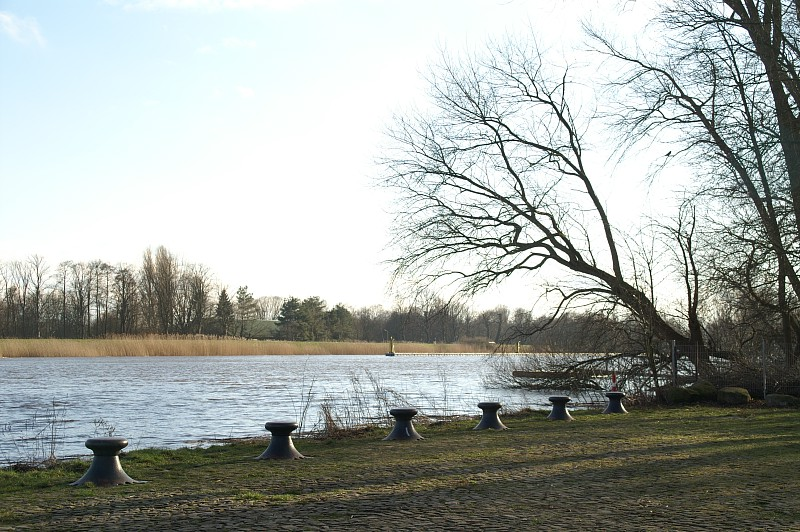
Lesumer Hafen

Die Lesum ist ein rechter Nebenfluss der Weser auf dem Gebiet der Freien Hansestadt Bremen. Nominell nur 10 km lang, bildet sie hydrologisch zusammen mit der Wümme und deren Quellbach den zweitgrößten rechten Nebenfluss der Weser mit einer Gesamtlänge von 131 Kilometern und einem Abfluss von 20 m³/s.
Zwischen dem Zusammenfluss der Hamme und Wümme und dem Lesumsperrwerk bildet der Fluss und seine Ufer das gleichnamige FFH-Gebiet.

## Name
Der Fluss wurde im Jahr 1331 als ultra Lesmoniam erstmals schriftlich erwähnt. Der Name leitet sich wohl vom germanischen Wort *leuhsman- für 'Licht' ab.

## Verlauf
Die Lesum entsteht durch den Zusammenfluss der 118 km langen Wümme mit der 48 km langen Hamme zwischen dem Bremer Stadtteil Blockland und dem niedersächsischen Ritterhude bei der Ortschaft Wasserhorst. Sie mündet beim Bremer Stadtteil Vegesack in die Weser. Betrachtet man Wümme und Lesum als durchgehenden Flusslauf, so hat dieser eine Länge von 128 Kilometern (mit Haverbeeke 131 km) und ist damit der drittlängste Nebenfluss der Weser. Das Nordufer der Lesum befindet sich teils nahe, teils unmittelbar am Südabhang der Osterholzer Geest, der deshalb auch als Hohes Ufer bezeichnet wird. Das Südufer ist flaches Marschland und wird westlich des Ortsteils Burg-Grambke als Werderland bezeichnet. Ebenso wie die untere Wümme hat die Lesum ökologisch wertvolle Schilfgürtel.

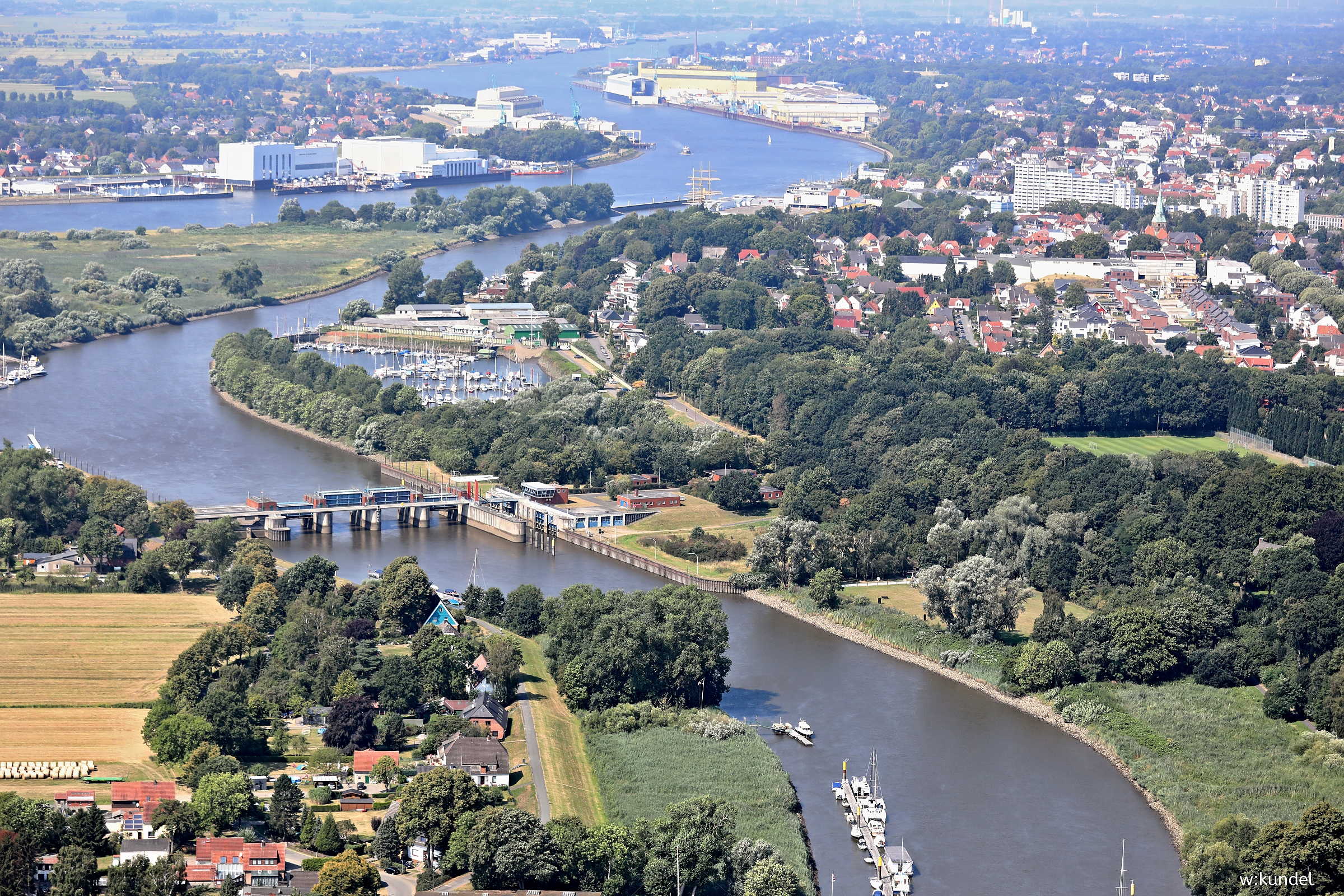
Luftbild der Lesummündung bei Vegesack; Weser im Hintergrund

Außer ihren Quellflüssen hat die Lesum noch zwei weitere nennenswerte Zuflüsse:
- Der Geestbach Ihle entspringt im Ritterhuder Ortsteil Ihlpohl.
- Das 1864 angelegte Maschinenfleet entwässert große Teile der nordöstlich der Bremer Düne gelegenen Stadtteile Bremens einschließlich des Blocklands.

## Geschichte
In vor- und frühgeschichtlicher Zeit floss die Weser ab dem heutigen Stadtteil Gröpelingen in mehr nördlicher Richtung auf die Osterholzer Geest zu, um an deren Fuß nach Westen abzuknicken. Große Teile des heutigen Lesumlaufs sind also ehemaliger Weserlauf.
Ein 31 cm hoher 800 g schwerer bronzezeitlicher Kammhelm aus Bronze (heute im Focke-Museum) wurde aus der Lesum geborgen.
Zum Schutz des Lesumübergangs befand sich auf dem Südufer bei dem Dorf Grambke eine erstmals 1277 erwähnte, zu Bremen gehörende Burg. 1388 baute die Stadt von dort eine Straßenverbindung zum Geestrand im Norden mit Brücke über den Fluss und anschließendem Damm. Davon leiten sich die Namen des Ortsteils Burg-Grambke (Südufer), des Ortsteils Burgdamm (Nordufer), des Stadtteils Burglesum (beide Flussufer) und des Bahnhofs Bremen-Burg (in Burgdamm mit Verzweigung der Strecke nach Bremerhaven und nach Bremen-Vegesack) her. Nach dem Dreißigjährigen Krieg hatten Fluss und Burg strategische Bedeutung bei der Verteidigung Bremens gegen die Ansprüche Schwedens aus dem Westfälischen Frieden, was zur Zerstörung der Burg am 14. Juli 1653 führte. Im anschließenden Ersten Bremisch-Schwedischen Krieg war die Burger Schanze an der Lesum hart umkämpft und wechselte mehrfach den Besitzer.

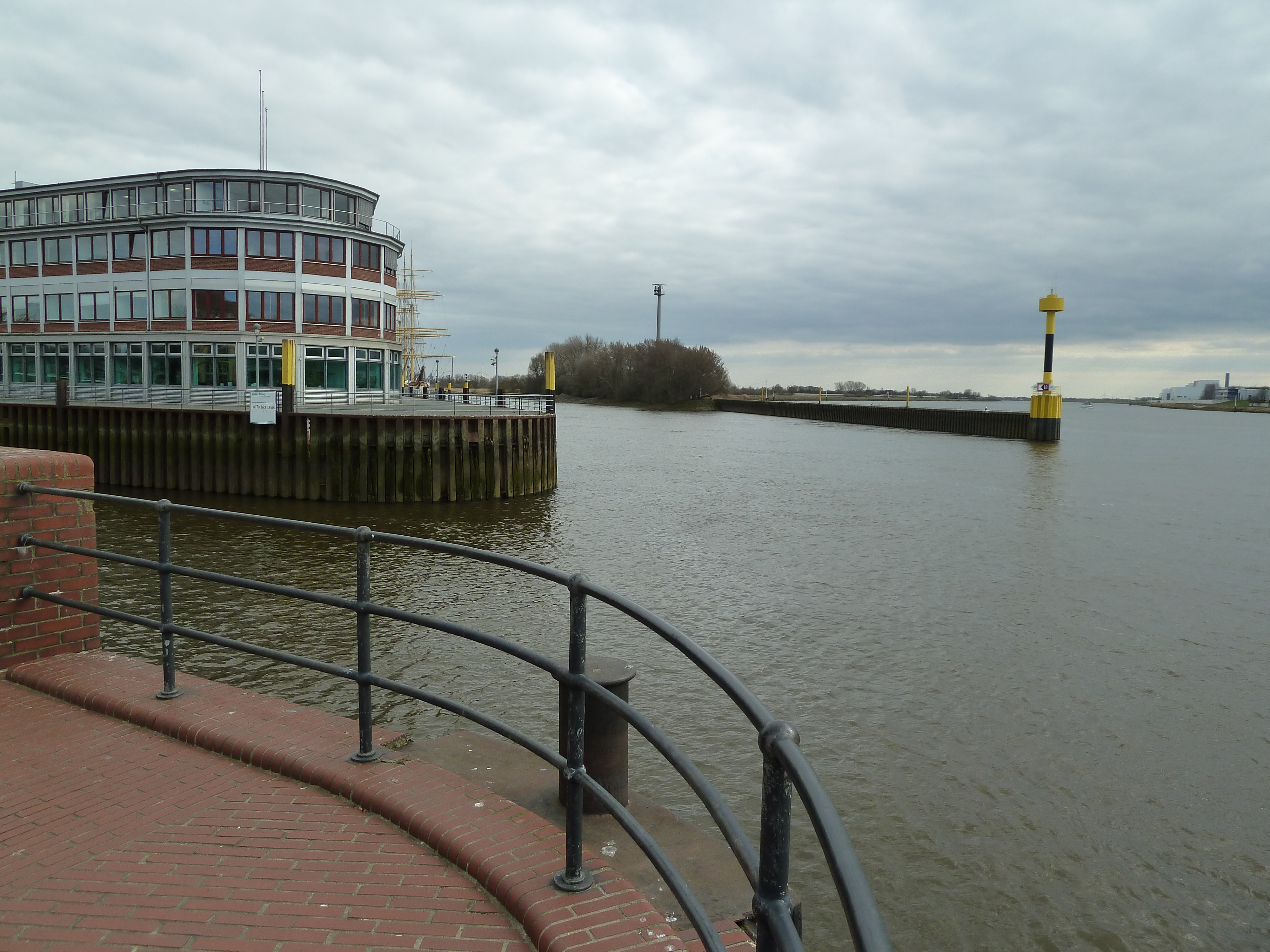
Mündung der Lesum in die Weser, links ist die Einfahrt des Vegesacker Hafens mit dem Verwaltungsgebäude der Lürssen-Werft.

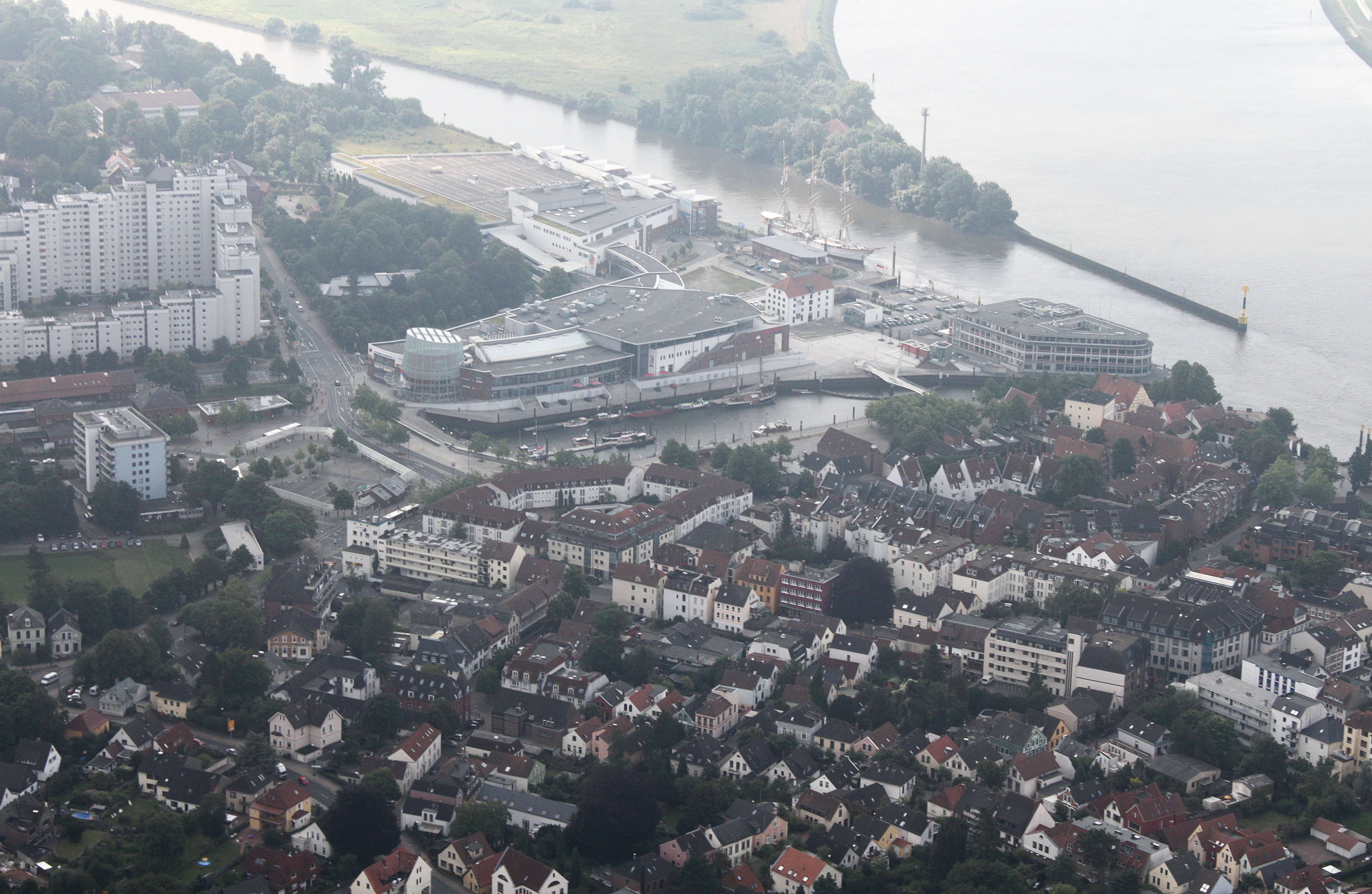
Luftbild der Lesum-Mündung

Ein bemerkenswertes Ereignis spielte sich vor etwa 300 Jahren an der Lesum ab, worüber der Nordische Mercurius vom 10. Mai 1669 berichtet:
Es ist gestern / nahe bei hiesiger Stadt / in einem Flusse / Lessum genannt / welcher ein Arm aus der Weser ist / ein Wallfisch / dessen Länge 29 Fuß ist / geschossen / und heute vor diese Stadt gebracht worden / Alles Stadtvolk läuft dahin / selbigen zu sehen
Ein Zwergwal-Weibchen hatte sich anscheinend bei der Jagd auf Lachse verirrt. Die Bremer entschieden den anschließenden Streit um das erschossene Tier mit den Schweden, die nach dem Westfälischen Frieden die Landeshoheit über das Erzbistum Bremen hatten, für sich und durften den Wal behalten und verarbeiten. Das Skelett des Wals hängt heute im Bremer Überseemuseum. Der Bremer Rat beauftragte den Rembrandt-Schüler Franz Wulfhagen (1624–1670), ein lebensgroßes Gemälde des Tiers zu erstellen, das in der Oberen Rathaushalle in Bremen hängt.
Die Lesum war bis zum 1. November 1939 Grenzfluss zwischen den Territorien von Bremen (Freie Hansestadt) und Hannover (Kurfürstentum, Königreich, preußische Provinz). Im Tausch gegen die Abtretung Bremerhavens an Preußen wurde Bremen 1939 um die heutigen Ortsteile nördlich der Lesum, u. a. Grohn, St. Magnus, Lesum und Burgdamm, die zum Landkreis Osterholz gehörten, erweitert.
Von 1971 bis 1974 wurde zwei Kilometer oberhalb der Lesum-Mündung das Lesumsperrwerk mit vier Öffnungen von je 15 m Breite und einer Schiffsschleuse von 30 m Nutzlänge und 14 m Breite erbaut, um die Niederung mit Lesum, Wümme und Hamme gegen Sturmfluten zu schützen. Gleichzeitig wurde eine Brückenverbindung für Fußgänger und Radfahrer zwischen Grohn und Lesumbrok im südlich der Lesum gelegenen Werderland hergestellt. Bei Bootspassagen wird diese Brücke hochgeklappt, im Sommerhalbjahr außerdem nachts mit stündlichen Unterbrechungen.

## Wirtschaft und Verkehr
Die Lesum ist auf voller Länge von der Tide beeinflusst und Bundeswasserstraße („Ls“) der Wasserstraßenklasse III, auf der die Seeschifffahrtsstraßen-Ordnung gilt; zuständig ist das Wasserstraßen- und Schifffahrtsamt Weser-Jade-Nordsee. Sie kann von größeren Binnenschiffen und, bis zur Straßenbrücke in Bremen-Burg, von Küstenmotorschiffen befahren werden. Der Abschnitt zwischen Sperrwerk und Straßenbrücke ist für die Berufsschifffahrt von geringer Bedeutung und fungiert im Wesentlichen als Sporthafen. Zahlreiche Bootsstege queren hier den Schilfgürtel. Zwischen Sperrwerk und Mündung liegt der Grohner Yachthafen.
Östlich neben der an historischer Stelle gelegenen Brücke im Zuge der Bremer Heerstraße bzw. der Burger Heerstraße befindet sich die Eisenbahnbrücke Bremen-Burg und einen Kilometer weiter östlich die Autobahnbrücke der A 27.